# Gladys McGarey
Gladys McGarey (rozená Taylor) (30. listopadu 1920 Fatehgarh, Indie – 28. září 2024) byla americká léčitelka a misionářka. Během své kariéry prosazovala lepší postupy při porodu, celostní medicínu a akupunkturu. V roce 1978 spoluzaložila Americkou holistickou lékařskou asociaci a byla její prezidentkou. Vedla také Arizonskou radu homeopatiků.

## Život
Gladys Louise Taylor se narodila v listopadu 1920 ve městě Fatehgarh v indickém státě Uttarpradéš jako čtvrté dítě Dr. Johna Taylora a jeho ženy Elizabeth, misionářů reformované presbyteriánské církve. Její matka byla jednou z prvních lékařek na světě.
Její rodiče odešli z amerického Cincinnati do Indie v roce 1914 a usadili se v Mussoorie, severně od Nového Dillí. Nabízeli bezplatnou lékařskou péči všem lidem bez ohledu na kastu. Mnoho z jejich pacientů byly děti rodičů s leprou.
Během konfliktního období po rozdělení Indie v roce 1947, Taylorovi ošetřovali zraněné, bránili šíření nemocí očkováním i pohřbívali mrtvé. Jejich práci ocenil indický politik a duchovní vůdce Mahátma Gándhí. Pracovali v Indii jako misionáři až do roku 1967.
Gladys měla sestru Margaret a tři bratry Johna, Carla a Gordona. Studovala na Woodstock School v Indii.

## Studium
V roce 1935 přijela Gladys Taylor do Spojených států. Vystudovala Muskingum University v New Concord ve státě Ohio a poté Woman's Medical College of Pennsylvania v Philadelphii. Absolvovala také další vzdělávání v porodnictví a gynekologii. V roce 1946 absolvovala stáž v nemocnici Deaconess v Cincinnati, přičemž byla mezi mužskými stážisty jedinou ženou.

## Lékařská praxe
Získala certifikaci v celostní medicíně, věřila v holistický přístup.
Manželé McGareyovi si nejprve otevřeli lékařskou praxi v Ohiu. V roce 1952 byl William odveden a byl umístěn na Luke Air Force Base ve Phoenixu v Arizoně. O tři roky později se šestičlenná rodina přestěhovala do Phoenixu, kde William pracoval v okresní nemocnici. 
Po 60 let provozovala Gladys McGarey rodinnou praxi, v níž se zaměřovala na prevenci a wellness, včetně některých přesvědčení léčitele Edgara Cayce o zdravém životním stylu prostřednictvím stravy. V léčbě se soustředila nejen na léčení těla, ale i mysli a ducha, za důležitou považovala také modlitbu a meditaci. Využívala také akupunkturu.
Poskytovala humanitární pomoc v Tibetu, Indii a dalších zemích. Její snahou bylo integrovat nové léčebné postupy do tradičních způsobů léčby ve venkovských komunitách.
Se svým bratrem pracovala v Afghánistánu, kde tehdy byla nejvyšší mír úmrtnosti matek na světě. Učila zde ženy, jak se o sebe během těhotenství starat, jak se stravovat a jak postupovat při porodu. Ve venkovských oblastech, kde pracovala, se podařilo snížit dětskou úmrtnost až o 47 %.

## Osobní život
Dne 23. prosince 1943 se Gladys Taylor v Cincinnati provdala za Williama McGareyho. Oba zamýšleli stát se misionáři.
Měli šest dětí, z nichž tři - Carl, John a Bob - se narodili předtím, než Gladys dokončila stáž. Měli pak ještě dvě dcery, Helenu a Analeu, a syna Davida. Analea (1949–2007), která zemřela v 58 letech na rakovinu prsu, napsala o své matce knihu Born to Heal.
Když jí bylo 70 let, manžel si našel jinou ženu a po 46 letech manželství požádal o rozvod. Rozvod považuje Gladys za nejtěžší věc, kterou kdy prošla, těžší než dvojí rakovinu, kterou onemocněla v době, kdy jí bylo zhruba 30 a 90 let.